# Gemeinnützige Wohnungsgenossenschaft Neuss

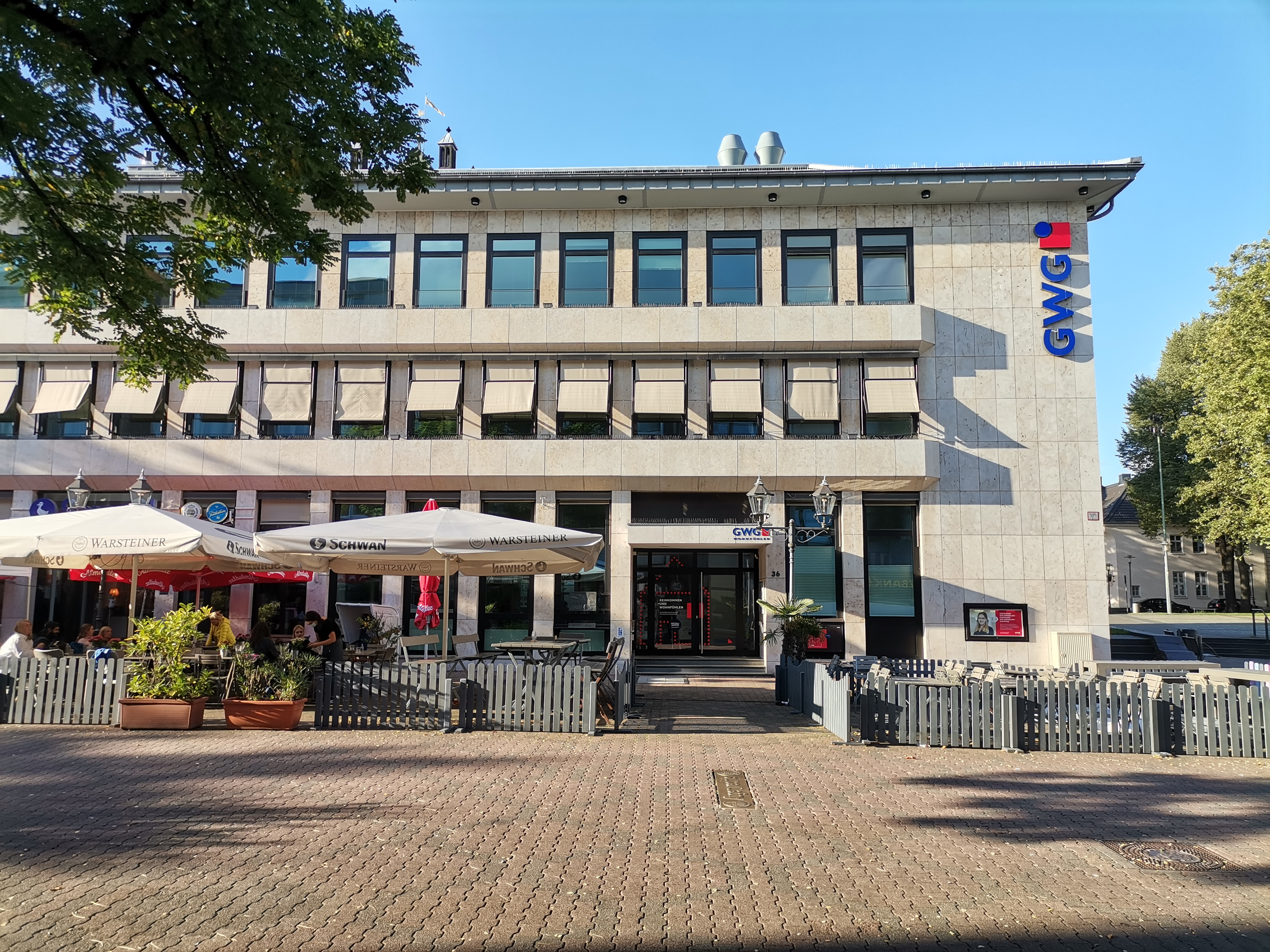
GWG Neuss

Die Gemeinnützige Wohnungs-Genossenschaft Neuss e.G., kurz GWG e.G., ist das größte private Wohnungsunternehmen im Rhein-Kreis Neuss (Nordrhein-Westfalen). Derzeit verfügt die GWG e.G. über einen Wohnungsbestand von über 3.700 öffentlich geförderten und freifinanzierten Wohnungen (Stand 2025) in Neuss und Kaarst. 
Das Dienstleistungsunternehmen GWG e.G., hat seinen Unternehmenssitz seit 2013 am Neusser Markt in der Neusser Innenstadt. Durch den Erwerb von Genossenschaftsanteilen erhalten GWG-Mitglieder ein lebenslanges Wohnrecht, bleiben aber dennoch flexibel, wenn sich die Lebenssituation ändert. 
Die 100%ige Tochtergesellschaft der GWG e.G., die GWG - Gesellschaft für Wohnungs- und Gewerbe-Bau GmbH (GWG GmbH), wurde im Jahr 1990 gegründet. Deren Hauptgeschäftsfelder sind die Wohnungseigentums- und Mietverwaltung sowie das Bauträgergeschäft. Darüber hinaus vermietet die GWG GmbH auch Wohn- und Gewerbeeinheiten. Hierzu zählt unter anderem die Vermietung von Kindertageseinrichtungen an die Städte Neuss und Kaarst. Zudem erbringt die GWG GmbH im Rahmen eines Geschäftsbesorgungsvertrages Leistungen (zum Beispiel Bau- und Objektbetreuungsleistungen) für die GWG e.G.

## Geschichte
Die GWG wurde am 5. Juli 1901 als Neusser Arbeiterwohnungsbaugenossenschaft gegründet. Im Jahr 1942 fand eine Fusion mit anderen Neusser Genossenschaften im Jahre 1942 (Arbeiterwohnungsgenossenschaft eGmbH, Ansiedlungsgenossenschaft für Kriegsbeschädigte eGmbH, Neusser Spar- und Bauverein eGmbH und Neuss am Rhein 1900, Neusser Wohnungsgenossenschaft für Beamte und Privatangestellte eGmbH) statt. 